# Beißindex
Der Beißindex zeigt dem Angler in einer Skala von eins bis zehn die Aktivität der Fische an, wobei zehn der höchsten Aktivität entspricht. Die Aktivität ist bei günstigen Umweltbedingungen auch mit dem Fressverhalten der Fische gleichzusetzen.  
Der Beißindex kann keinen Angelerfolg garantieren, dazu sind zu viele Faktoren wichtig, die Einwirkung auf ein bestimmtes Gewässer haben, jedoch zeigt er eine generelle Tendenz an.

## Berechnung
Mond und Sonne haben laut der Solunar-Theorie (abgeleitet von den lateinischen Wörtern sol = Sonne und luna = Mond) von John Alden Knight einen relevanten Einfluss auf die Aktivität der Fische. Steht der Mond hoch über oder unter dem Angelplatz, spricht man von den Hauptzeiten, also den aktivsten Zeiten des Tages. Genau dazwischen, also um 90 Grad verdreht, liegen die abgeschwächten Nebenzeiten. In etwa zwei Stunden um diese Zeiten herum kann man mit vermehrter Aktivität rechnen.  
Hauptursache dafür stellt nach der Solunar-Theorie die Gezeitenkraft durch den Mond dar, die seit Anbeginn der Entwicklung des Lebens eine Wirkung auf die Erde und ihre Bewohner ausübt. Diese Wirkung ist überall auf der Erde relativ gleich groß, unabhängig davon, ob es in der Nähe Wasser gibt oder nicht. Daneben spielt die Sonne für die Berechnung eine wichtige Rolle, denn auch sie verursacht Gezeitenkräfte. Wegen der großen Entfernung sind diese zwar nur halb so groß wie die des Mondes, aber stark genug, um in Addition mit der Mondkraft bei Neu- und Vollmond für noch mehr Aktivität bei den Fischen zu sorgen. 
Die unterschiedlichen Zeiten hängen mit dem Umstand zusammen, dass der Mond von Tageshöchststand zu Tageshöchststand zirka 24 Stunden und 50 Minuten braucht. Das heißt, dass sich die Zeiten jeden Tag um etwa 50 Minuten verschieben.
Das Wetter hat ebenso Einfluss auf den Beißindex, da steigender oder fallender Luftdruck sich auf die Aktivität der Fische auswirkt.